# Shahrestān di Savadkuh
Lo shahrestān di Savadkuh (farsi شهرستان سوادکوه) è uno dei 20 shahrestān della provincia del Mazandaran. Il capoluogo è Zirab. Lo shahrestān è suddiviso in 2 circoscrizioni (bakhsh):
- Centrale (بخش مرکزی), con le città di Pol-e Sefid, Zir Ab e Alasht.
- Shir Gah (بخش شیرگاه), con la città di Shir Gah.

Savadkuh è la città natale di Reza Shah Pahlavi, fondatrice della dinastia Pahlavi.